# Boris Szachlin
Boris Anfijanowicz Szachlin (ros. Борис Анфиянович Шахлин, ur. 27 stycznia 1932 w Iszymiu, zm. 30 maja 2008 w Kijowie) – radziecki gimnastyk (Rosjanin). Wielokrotny medalista olimpijski.
Szachlin uchodzi za jednego z najwybitniejszych gimnastyków nie tylko swoich czasów. Na igrzyskach debiutował w Melbourne w 1956, ostatni raz wystąpił w Tokio 8 lat później. Za każdym razem, podczas trzech startów, zdobywał medale (łącznie trzynaście). W 1960 zdobył złoto w wieloboju oraz trzech innych konkurencjach. Wielokrotnie był medalistą mistrzostw świata (tytuł w wieloboju w 1958, łącznie zdobył wówczas pięć złotych medali) i Europy.
W 2002 został uhonorowany miejscem w Hall of Fame Gimnastyki.

## Starty olimpijskie
Melbourne 1956
- drużyna, koń z łękami – złoto

Rzym 1960
- wielobój, koń z łękami, poręcze, skok – złoto
- drużyna, kółka – srebro
- drążek – brąz

Tokio 1964
- drążek – złoto
- wielobój, drużyna – srebro
- kółka – brąz